# Gazela-de-bright
A gazela-de-bright (Nanger notatus) é uma espécie de antílope do gênero Nanger encontrada no Quênia, Etiópia, Sudão do Sul e Uganda. Foi recentemente separada da gazela-de-grant (Nanger granti).